# Tiro de longo alcance
Tiro de longo alcance é um termo genérico para disciplinas de tiro, onde o atirador tem de atingir alvos a distâncias tão longas que ele precisa calcular balística, especialmente em relação ao vento. Ao atirar em faixas mais curtas ou "regulares", geralmente é necessário ajustar as miras apenas em relação à gravidade (que é constante), mas, quando a faixa é estendida, a deriva do vento será o primeiro fator que afeta a precisão na medida em que deve ser levado em consideração.

## Cálculo da trajetória
Para ter sucesso no tiro de longo alcance, é necessário ter bons conhecimentos básicos das habilidade de tiro, um rifle com boa precisão e munição o mais consistente possível (principalmente para obter uma velocidade consistente na saída do cano). Além disso, vários fatores externos devem ser levados em consideração no cálculo da balística, incluindo:
- Vento (tanto pelo atirador quanto ao longo de toda a trajetória de vôo até o alvo).[2][3]
- Formato e peso do projétil, tentando alcançar o maior coeficiente balístico possível ("BC")[4]
- Pressão atmosférica, altitude e (até um certo grau) umidade[5]
- Temperatura (incluindo ar, munição e temperatura do cano)[6]
- Spindrift,[7] um efeito causado pela rotação da bala
- Efeito Coriolis,[8] causado pela rotação da Terra
- Miragem,[9] que faz com que o atirador acerte alto e para o lado se houver um pouco de vento
- Ângulo em relação ao alvo (chamado "ângulo cosseno"),[10] para cima ou para baixo

etc.
Todos esses parâmetros também podem ser usados em distâncias mais curtas, mas o efeito que eles representam é tão pequeno que geralmente podem ser desconsiderados. Em distâncias curtas, a precisão do atirador, do rifle e da munição muitas vezes oculta o efeito muito pequeno que esses fatores terão.

## Tabela básica para estimativa de vento
Tabela de estimativa de vento para longo alcance baseada na Escala de Beaufort
| elocidade do vento (m/s and mph)     | Condições ambientais                                                                                          |
| ------------------------------------ | --- |
| Calmo <0,3 m/s <1 mph                | Fumaça sobe verticalmente.                                                                                    |
| Aragem 0,3-1,5 m/s 1–3 mph           | Direção mostrada pelo desvio de fumaça, mas não pelos Cata-ventos.                                            |
| Brisa leve 1,6–3,3 m/s 4–7 mph       | Vento sentido no rosto; farfalhar de folhas; cata-ventos se movimentam.                                       |
| Brisa fraca 3,4–5,5 m/s 8–12 mph     | Folhas e galhos pequenos em movimento constante; bandeiras pequenas estendidas.                               |
| Brisa moderada 5,5–7,9 m/s 13–18 mph | Levanta poeira e papel solto; pequenos galhos se movimentam.                                                  |
| Brisa forte 8-10,7 m/s 19–24 mph     | Pequenas árvores com folhas começam a balançar; pequenas ondulações com crista se formam em águas interiores. |
| Vento fresco 10,8–13,8 m/s 25–31 mph | Grandes galhos em movimento; assobios ouvidos em fios de eletricidade; guarda-chuvas usados com dificuldade.  |